# E.T. the Extra-Terrestrial (videojuego)
E.T. the Extra-Terrestrial (o simplemente E.T.) es un videojuego de aventura desarrollado y publicado por Atari el 2 de diciembre de 1982 en el Atari 2600. Tomando elementos y la trama general de la película E.T., el extraterrestre que es una adaptación, ofrece al jugador la oportunidad de encarnar a E.T., en busca de los tres elementos que constituyen el transmisor. Cuando se adquieren las piezas distribuidas aleatoriamente en las zanjas, E.T. puede llamar a su nave para regresar al espacio.
Desarrollado en sólo cinco semanas por Howard Scott Warshaw a partir de un concepto original del que él es autor, el juego recibió una acogida mixta por parte de la prensa especializada tras su lanzamiento, que consideró que estaba destinado sólo a jugadores muy jóvenes. El juego se vendió bien inicialmente, con 1,5 millones de copias vendidas, pero a los jugadores no les gustó la jugabilidad. Las ventas colapsaron rápidamente y el juego se convirtió en un gran fracaso comercial hasta el punto de que se produjeron 4 millones de cartuchos y Atari gastó 25 millones de dólares para adquirir los derechos de adaptación. Este pobre desempeño sumado a otros reveses económicos, Atari acumuló una pérdida de 536 millones de dólares a finales de 1983, mientras que el sector experimentó una caída similar. En septiembre de 1983, Atari enterró gran parte de su inventario en un vertedero de Nuevo México para beneficiarse de exenciones fiscales. Entre ellos se encuentran los cartuchos del juego E.T. A pesar de los numerosos testimonios, este suceso se convirtió en una leyenda urbana que no fue confirmada hasta 2014 durante las excavaciones en el lugar del enterramiento, revelando varios cartuchos del catálogo de Atari, incluidos los del juego de Warshaw. A partir de este entierro se convirtió en el símbolo de la crisis del videojuego de 1983, con numerosas críticas periódicas y muy duras por parte de los jugadores y la prensa, calificándolo como el peor juego de la historia de los videojuegos.
Las repercusiones de estas pérdidas financieras recayeron al año siguiente en Atari, cuyas divisiones de juegos domésticos y de ordenadores se dividieron y vendieron en julio de 1984 a Jack Tramiel, que fundó Atari Corp., quedando Warner Communications únicamente con el sector arcade, rebautizado como Atari Games. Además, de esta licencia, Atari todavía saca otro juego, E.T.: Phone Home!, en la familia de ordenadores Atari de 8 bits. Otros juegos, desarrollados y publicados por otras empresas, fueron lanzados en  las décadas siguientes, como E.T.: Interplanetary Mission en 2002 para PC, PlayStation y Game Boy Advance, o E.T.: The Green Planet en 2012 para iOS.

## Trama

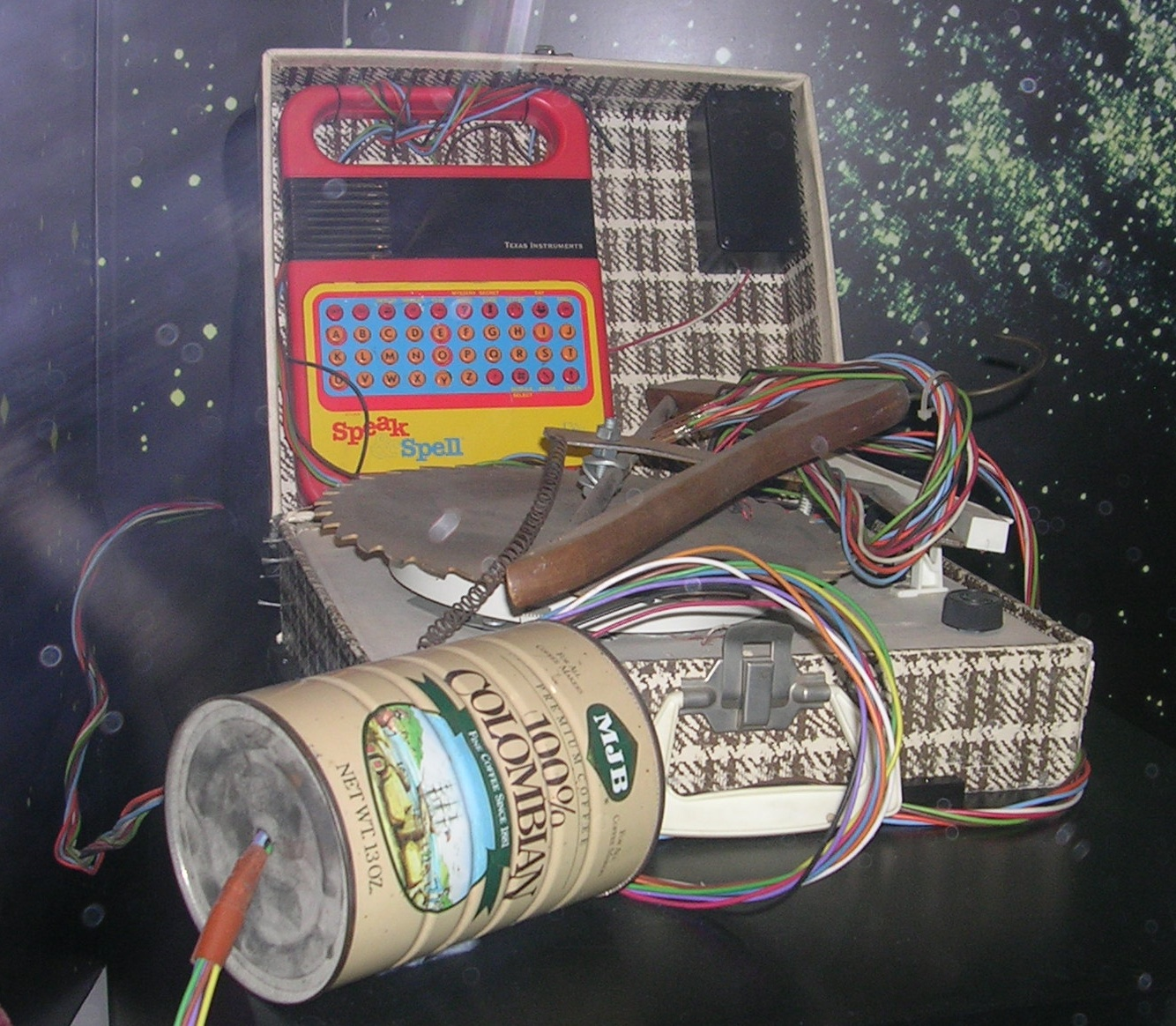
En el juego, ET debe encontrar el transmisor para contactar con su nave y regresar al espacio (dispositivo de comunicación que ET utiliza en la película).

### Universo
E.T. the Extra-Terrestrial generalmente conserva el esquema general del argumento de la película homónima de la que está adaptada y retoma ciertos elementos: la necesidad de enviar un mensaje o la presencia de Elliott y los científicos «malos». El juego presenta a E.T., el personaje del jugador, su amigo Elliott, agentes del FBI y científicos. La acción del juego se desarrolla en un entorno boscoso y verde, imitando al del inicio de la película. El transmisor en realidad parece un teléfono, lo que hace eco de la famosa frase de E.T. De la película: «Teléfono de casa».

### Argumento
Después de ser dejado en la Tierra por una nave espacial, el extraterrestre E.T. Para ello deberá enviar un mensaje al espacio para avisar a sus semejantes y que puedan venir a rescatarlo. Por tanto, deberá encontrar las distintas piezas necesarias repartidas por la tarjeta para reconstruir el transmisor que le permitirá enviar su SOS. Frente a él, un científico curioso que quiere estudiar a E.T. y un agente del FBI intentan capturarlo. Sin embargo, para poder cumplir su tarea, E.T recibe ayuda de Elliott, un joven.

## Sistema de juego

Este universo es en realidad una especie de dado de seis caras en tres dimensiones (reproducción del universo del juego, visión artística).

E.T. the Extra-Terrestrial es un juego de aventuras que se muestra en una vista superior utilizando una serie de pantallas fijas. Cuando el personaje del jugador sale del alcance de una pantalla, se muestra otra pantalla fija. El jugador dirige a E.T. a través de estas pantallas en busca de elementos, mientras evita a los enemigos. El área de juego por la que puede viajar el personaje se compone de seis pantallas independientes. Este universo es una especie de cubo tridimensional. La primera pantalla, la cumbre ubicada al norte de las cuatro pantallas principales del juego, corresponde al bosque donde dejó a E.T. Las cuatro pantallas principales están salpicadas de pozos de distintos tamaños. Finalmente, el último lado mostrado en la base, al sur de las cuatro pantallas, presenta tres edificios: las oficinas del FBI, el hospital y la casa de Elliott.

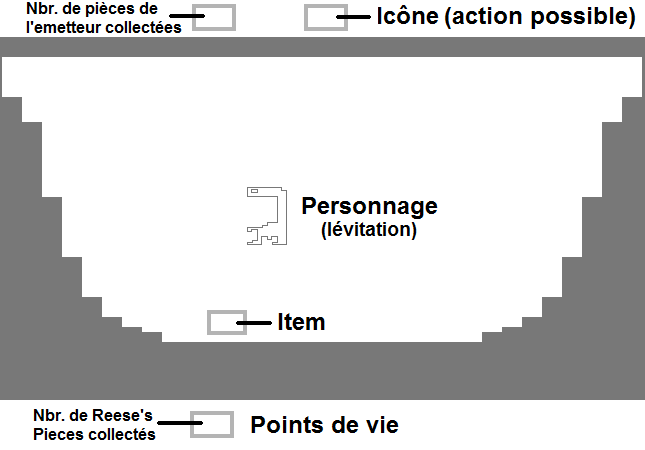
Reproducción de la interfaz gráfica de un pozo.

En este universo, el jugador interpreta a E.T. en busca de las tres piezas del transmisor que le permite comunicarse con su nave. Estos se encuentran distribuidos aleatoriamente en zanjas llamadas «pozos», ubicadas sobre la serie de cuatro pantallas. Al saltar a ellos, el jugador puede explorarlos para encontrar estos objetos o vidas adicionales. Para salir de un pozo, el jugador debe levitar a su personaje. También puede coleccionar hasta nueve piezas de Reese's, caramelos con sabor a mantequilla de maní, también presentes en la película, que aquí se utilizan, entre otras cosas, como artículo de cuidado. Estos están representados por pequeños puntos en la pantalla, que aparecen en las cuatro pantallas con pozos. Cuando el jugador tiene nueve piezas de Reese, puede usar la opción Call Elliott. De este modo, el jugador puede llamar a su amigo Elliott, quien se une a él. Este último puede recolectar las Piezas de Reese, asustar y ahuyentar a los enemigos, encontrar piezas del transmisor, luego regresar a su casa y dar puntos extra si el transmisor ya está reabastecido. El jugador deberá evitar tocar a sus enemigos, un científico que quiere capturarlo para llevarlo de regreso al hospital y un agente del FBI que intenta confiscar los objetos recolectados.
Cada zona, o pantalla, permite al jugador realizar una acción particular, indicada por un icono en la parte superior de la pantalla del juego. Así, en algunos lugares puede detectar objetos, teletransportarse a otra zona o enviar enemigos de regreso a su punto de partida. Cada acción o movimiento de E.T. Reduce los puntos de vida totales del personaje. Al inicio del juego, tiene 9.999 puntos de vida. Avanzar, caer en un agujero o realizar una acción provoca que pierdas un punto de vida. Estos puntos se pueden regenerar comiendo piezas de Reese. Finalmente, cuando se reducen a cero, E.T. Entonces aparece su amigo Elliott y lo regenera usando una vida. El jugador dispone inicialmente de tres vidas, cuatro si obtiene un objeto adicional, un ramo de flores. Además, el juego ofrece varios niveles de dificultad que te permiten integrar en el juego solo a E.T y Elliott, o agregar al FBI y luego al científico.
Cuando se combinan los tres elementos del transmisor, E.T. logra enviar su mensaje a la zona de llamada, indicada por un icono especial en la parte superior de la pantalla, y debe llegar a la zona de aterrizaje de la nave-madre. Luego parte hacia las estrellas, se calcula la puntuación y las piezas de Reese añaden un punto de bonificación. Luego, el juego comienza de nuevo en el mismo nivel de dificultad, conservando la puntuación del jugador, pero las piezas del transmisor se colocan aleatoriamente en otras ubicaciones.

## Desarrollo

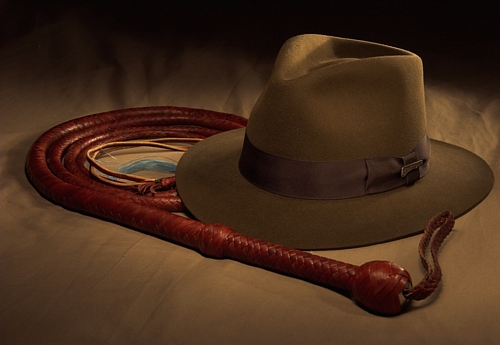
Antes de trabajar en E.T. the Extra-Terrestrial, Howard Scott Warshaw desarrolló dos exitosos juegos para Atari 2600, Star Castle y Raiders of the Lost Ark.

### Warshaw, un éxito inmediato
Howard Scott Warshaw, que tiene un máster en ingeniería informática, trabaja en Hewlett-Packard, pero no le gusta estar allí, relegado a tareas aburridas. Decidió probar suerte en Atari a finales de 1980, y fue contratado en enero de 1981, gracias a un amigo que le habló de una oportunidad de trabajo. Primero trabajó en la adaptación del juego arcade Star Castle para la consola Atari 2600, un juego basado en vectores publicado en 1980 por Cinematronics. Sin embargo, las limitaciones técnicas de la plataforma le impidieron realizar una adaptación fiel, por lo que optó por una adaptación. Este proyecto, llamado Time Freeze, se convirtió rápidamente en el juego Yars' Revenge, un gran éxito para Atari y este nuevo desarrollador. Por aquel entonces, Warshaw trabajaba en un sistema VAX para compilar y ensamblar, y luego descargaba el código en un emulador para ejecutarlo, parchearlo y depurarlo.
Gracias a este éxito, Warshaw recibió el delicado encargo de adaptar la película Raiders of the Lost Ark a un videojuego, bajo el título homónimo, publicado para Atari 2600. Durante el desarrollo, cuando Warshaw presentó el juego a Spielberg en julio de 1982, éste le dijo que ya estaba pensando en adaptar su último éxito, E.T., el extraterrestre. Mientras Warshaw tardó cinco meses en desarrollar su primer juego, tardó siete en hacer lo que también fue un éxito comercial. Eso es tiempo suficiente para desarrollar un juego de calidad que los jugadores acudieran en masa a comprar. Es el segundo éxito de Warshaw en sólo dos títulos, cada una de ellas con ventas de varios millones.

### Un acuerdo de licencia poco realista
Cuando se estrenó en junio de 1982, la película E.T., el extraterrestre fue un gran éxito en los cines estadounidenses. Gracias al éxito de Raiders of the Lost Ark, Steve Ross, presidente de Warner Communications, la empresa matriz de Atari en aquel momento, pudo iniciar negociaciones con el director Steven Spielberg y los titulares de los derechos (Universal Pictures) para comprar los derechos para adaptarla a videojuego.  Universal Pictures, que posee la licencia cinematográfica, acaba de lanzar su propia división de videojuegos, pero ha recurrido a Atari, que puede producir un juego mejor acabado con mayor rapidez, antes de las vacaciones de Navidad. Atari también ha sido elegida porque las negociaciones para obtener la licencia empezaron antes de que se creara la división. Además, Warner Communications ya había obtenido los derechos para adaptar las franquicias de Star Wars a principios de 1982 en nombre de Atari.

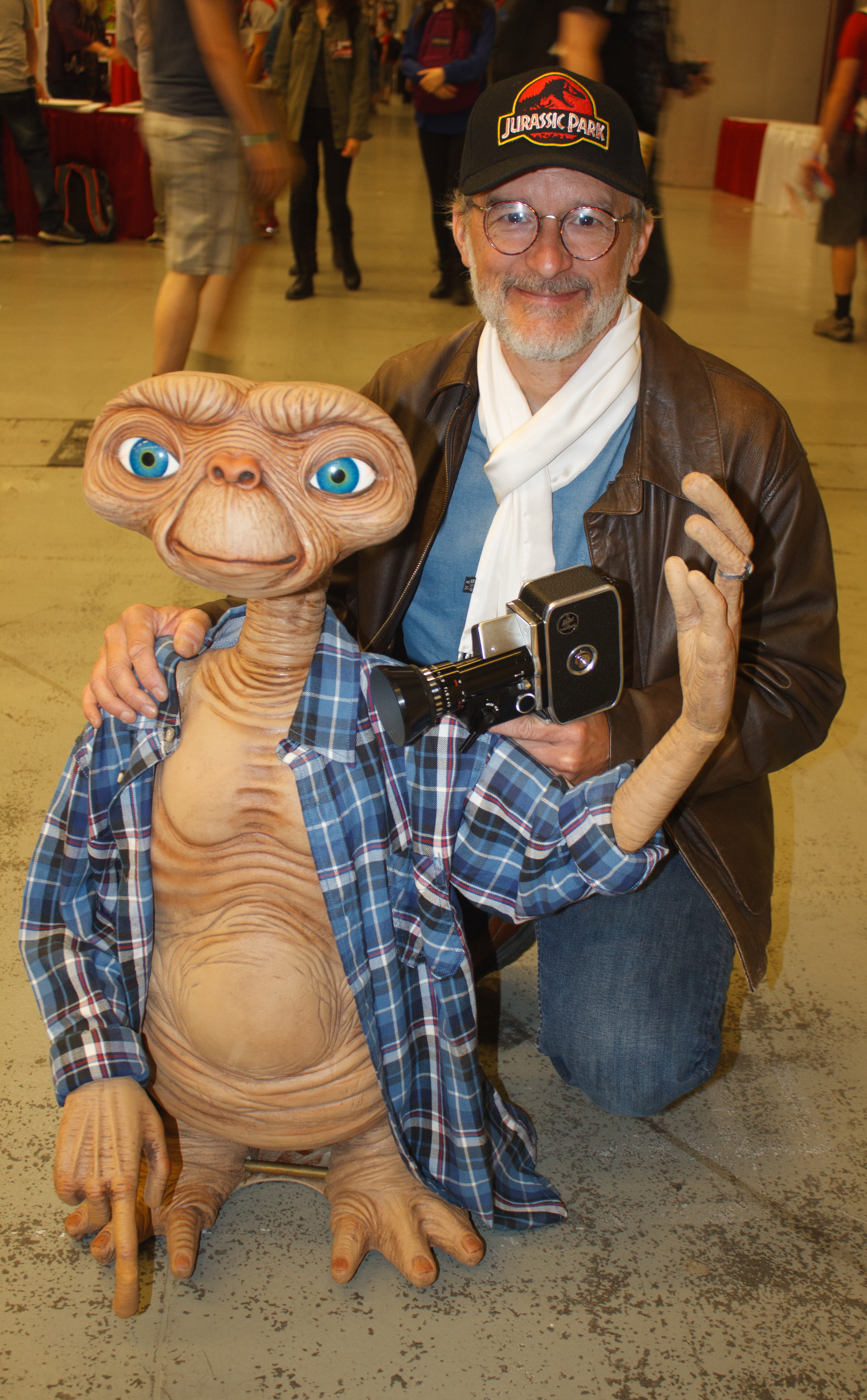
Steven Spielberg ha vendido los derechos para adaptar la película E.T., el extraterrestre a Atari por 25 millones de dólares.

Una noche, mientras cenaba con su familia, Ray Kassar, entonces presidente de Atari, recibió una llamada telefónica de Ross, quien le comunicó su acuerdo «de vital importancia» para producir un juego de E.T. Kassar reaccionó inmediatamente de forma negativa, diciendo que la idea era estúpida y que Atari nunca sería capaz de crear un juego de acción basado en una película así. Sin embargo, Ross fue el único que tomó la decisión y Kassar no tuvo más remedio que aceptar. Warner Communications obtuvo así los derechos exclusivos para vender videojuegos basados en la película en terminales arcade y videoconsolas (el acuerdo se dio a conocer públicamente el 18 de agosto de 1982). Atari pagó cerca de 25 millones de dólares, una suma colosal para la época y para el coste de un videojuego (en su momento, se informó de que los importes de la transacción oscilaban entre 10 y 25 millones).

Creo que es una idea estúpida. Nunca hemos hecho un juego de acción a partir de una película.
Ray Kassar

Anteriormente, Pac-Man salió a la venta en marzo de 1982 para Atari 2600: fue una «debacle». El juego recibió críticas muy negativas. Además, se produjeron casi 12 millones de copias, mientras que sólo se compraron 10 millones de consolas. Al final, se vendieron 7 millones de cartuchos, lo que dejó un gran stock; sin embargo, esta cifra de ventas fue fenomenal y el juego siguió siendo el más vendido de Atari ese año. No obstante, Ross esperaba que las ventas de Atari aumentaran un 50 % en el último trimestre de 1982 gracias a la adaptación de E.T. Además, Atari necesita recuperar cuota de mercado, sobre todo frente a competidores como el Commodore 64, que ofrece una gama de funciones más amplia que la simple reproducción de juegos.
Kassar percibe tensión en su jefe cuando revela el importe de las transacciones. Spielberg le dijo a Kassar que el juego tenía que estar listo para las Navidades de 1982, pero Kassar le contestó que tardarían seis meses desde la entrega de los componentes para los cartuchos hasta la programación. Sin embargo, Ross había prometido a Spielberg que el juego estaría en el mercado para Navidad, por lo que en realidad Atari sólo disponía de seis semanas para desarrollar un concepto, fabricar el juego, producir el embalaje y promocionar el producto final.
A pesar de la envergadura de la tarea, Kassar sabe que debe llevar este proyecto hasta el final, en la contrarreloj a la que se enfrenta. Lo que le asustó aún más fue la surrealista orden de Ross de producir 5 millones de cartuchos sin ningún estudio de mercado. Kassar defiende su postura en vano, ya que la dirección no cede en sus decisiones, en la medida en que la creación de estos 5 millones de copias forma parte del acuerdo.

¡Steve, estás loco! ¡No podemos crear cinco millones de cartuchos sin hacer un estudio de mercado!
Ray Kassar

### Un concepto original

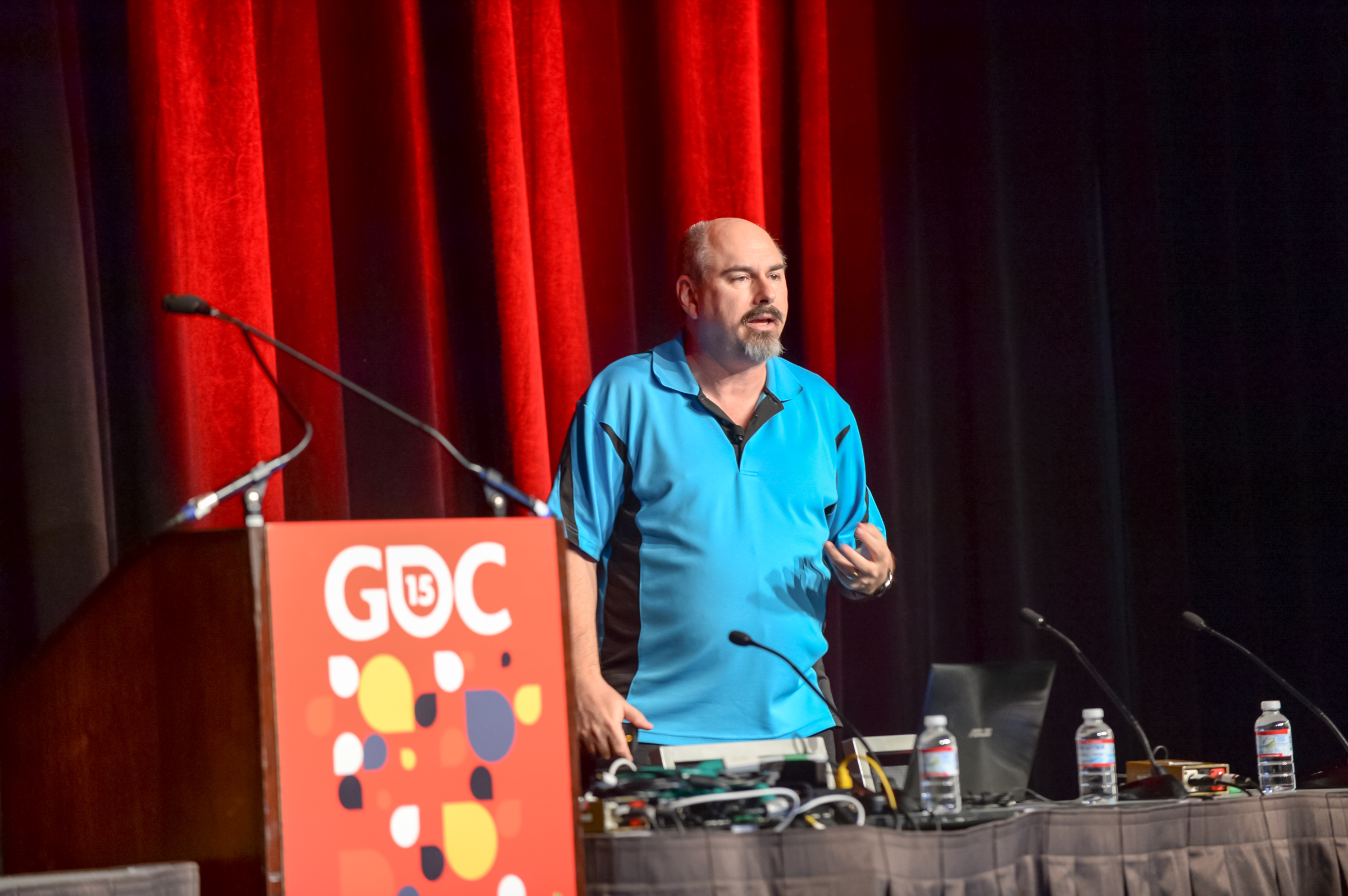
Howard Scott Warshaw, durante la Game Developers Conference 2015.

Ray Kassar propuso el diseño de este juego a varios desarrolladores de Atari, pero todos se negaron debido al calendario poco realista y a la presión que suponía un desarrollo de este tipo, dadas las altísimas expectativas que rodeaban a este proyecto. El presidente de Atari se dirigió entonces al hombre que acababa de conseguir grandes logros, Howard Scott Warshaw, con el que mantenía muy buenas relaciones, para proponerle el proyecto, cuyo objetivo era presentar el juego terminado antes del 1 de septiembre de 1982. Kassar le llamó desde el hotel de Monterey donde habían tenido lugar las negociaciones. Kassar se tomó la libertad de hablar directamente con el diseñador, pues los dos hombres ya se habían comunicado y se conocían un poco. «Es factible», respondió Warshaw, que dio su aprobación, «siempre que [encuentren] el acuerdo adecuado». Por lo que respecta a Warshaw, Kassar habla con él porque sabe perfectamente que aceptará. Explica que durante esta entrevista, que dura apenas tres minutos el 27 de julio de 1982 — los primeros testimonios de Howard Scott Warshaw relatan la fecha del 23 de julio de 1982, pero todos sus testimonios así como los observadores desde la década de 2010 han confirmado la fecha del 27 de julio —, Steven Spielberg le recomendó expresamente a Kassar porque admiraba el trabajo que había realizado anteriormente en Raiders of the Lost Ark, la adaptación a videojuego de la película homónima. Durante su desarrollo, el cineasta visitó regularmente las oficinas de Atari para comprobar el progreso del proyecto. Por su parte, Warshaw vio este proyecto irrealizable como un reto, una oportunidad de hacer algo innovador en la Atari 2600 con una franquicia puntera que había disfrutado en la gran pantalla.
Debido al considerable tiempo que el estudio está dedicando a negociar para conseguir los derechos de la licencia antes de poder empezar a desarrollar el juego, sólo quedan cinco semanas y media para completarlo antes del 1 de septiembre, fecha límite para lanzar la fase de producción del juego antes de la temporada de compras navideñas. Así pues, el proceso de desarrollo comenzó el 27 de julio de 1982. Durante la llamada, Kassar pidió a Warshaw que fuera al aeropuerto Internacional de San José dos días después para reunirse con Steven Spielberg en las oficinas de su empresa. Esos dos días los empleó en idear el concepto del juego, dividido en cuatro ideas: el mundo, el objetivo, el camino hacia el objetivo y los obstáculos. En Raiders of the Lost Ark, el juego está orientado principalmente a la acción, mientras que para E.T., Warshaw quiere aportar «un toque más sentimental y emocional». Diseñó el juego basándose en parte del guion de la película con la esperanza de captar las sensaciones que tuvo al verla, pero tuvo que limitarse debido al cortísimo tiempo disponible para el desarrollo. El objetivo de Warshaw es crear varios personajes distintos, cada uno con su propio comportamiento, con unos gráficos lo bastante buenos como para hacerlos creíbles. Con el fin de aportar algo nuevo a los videojuegos de la época, Warshaw creó un universo de seis caras, una especie de cubo tridimensional, en el que el personaje podía evolucionar y buscar distintos objetos para reconstituir un aparato telefónico que E.T. pudiera utilizar, permitiéndole comunicarse con sus congéneres y volver a casa. Para Warshaw, los obstáculos son los adultos que intentan impedir que el personaje del jugador recupere los distintos elementos. Pero sintió que faltaba algo y decidió imponer un límite de tiempo para recogerlos. Además, añadió otra idea para enriquecer la jugabilidad escondiendo los objetos en pozos que inventó para la ocasión.
Después de estos dos días, Warshaw y algunas personas de Atari tomaron un avión a San José para visitar las oficinas de Spielberg. Entre ellos figuran Skip Paul, asesor jurídico, y Lyle Rains, el diseñador que va a producir la versión arcade del juego. Warshaw está entusiasmado por conocer al director, pero siente cierta presión por lo que está en juego. Sin embargo, Spielberg no estaba nada entusiasmado con el concepto original que le presentó el joven diseñador de Atari. El director escucha atentamente, y finalmente pregunta si no sería mejor hacer un juego parecido al Pac-Man a un Warshaw interiormente estupefacto.  Al final, consideró que esta opción conduciría a la creación de un juego demasiado clásico, y continuó con su concepto original, que, en su opinión, lograba captar todas las sensaciones que había detectado en la película.

¿No podrías hacer algo como Pac-Man?
Steven Spielberg

[...] No. ¿Crees que podrías volver a hacer E.T.? ¿Podrías volver a hacer la misma película?
Howard Scott Warshaw

Mirando atrás, Warshaw admite que Spielberg probablemente tenía razón. También añadió que la forma en que había diseñado los pozos era una mala elección y admite que se habría dado cuenta de este aspecto de otra manera con más retrospectiva. El concepto y el diseño del juego duraron finalmente dos días, tras los cuales Warshaw presentó la idea a Kassar, que rápidamente dio el visto bueno antes de establecer un calendario de cinco semanas para escribir, depurar y documentar el código fuente original. Atari también entiende que el proyecto presentado por Warshaw es todo lo que puede conseguir en tan sólo cinco semanas. Según Warshaw, al principio del desarrollo había cierta envidia hacia él por parte de sus compañeros, dado que ya había trabajado con Steven Spielberg en la adaptación de Indiana Jones. Warshaw empieza a programar a principios de agosto. Durante un mes, vivió únicamente para E.T., durmiendo muy poco e incluso instalando en casa todo el equipo que necesitaba para trabajar, concediéndose muy pocas sesiones de descanso. En una reunión, Warshaw se levanta y propone el proyecto a sus colegas, indicando el plazo, pero nadie quiere hacerlo. Sin embargo, Warshaw no trabajó solo en el juego. Escribió alrededor de 6,5 kb del código y el 1,5 kb restante corrió a cargo de Jérôme Domurat, amigo íntimo de Warshaw y diseñador gráfico en Atari. En aquella época, en el desarrollo de un videojuego para Atari 2600 participaban tres personas: un programador, un diseñador gráfico y una persona que producía el audio. Warshaw implementa una única línea de código para gestionar la resolución de la pantalla con el fin de mantener el máximo espacio disponible para los gráficos.
Los cartuchos tardan diez semanas en fabricarse. Las portadas son obra de Hiro Kimura. Dice que el trabajo le llevó algo menos de dos semanas. En primer lugar, Atari contrató a un cine para hacer una proyección privada de la película. Pero Kimura se encontró con algunos problemas, ya que no tenía una foto de la película a partir de la cual trabajar. Así que vuelve al cine y hace una foto de la pantalla. Esto le permitió realizar un dibujo que Spielberg le pidió que adaptara ligeramente. Steven Spielberg colabora en el diseño del juego: desde el principio del proceso creativo, pidió a Warshaw que diera a Elliott un papel importante en el juego. El programador le encomendó la responsabilidad de salvar a E.T.. Spielberg también propuso la idea de que Elliott restaurara la energía de E.T. cuando estaba a punto de desaparecer.

### Un trabajo honorable, pero un desastre en ciernes
Por último, Warshaw ha diseñado el juego con un nivel razonable de complejidad de desarrollo en relación con el tiempo disponible para realizarlo. Señala que programó el juego trece veces más rápido que el tiempo medio que se tardaba en hacerlo en aquella época. Por falta de tiempo, Atari decidió no probar el juego entre el público antes de su lanzamiento, demasiado confiada y deslumbrada por las demenciales cifras de ventas de Pac-Man en la Atari 2600. «Fue un desastre», dice Kassar, revelando que a ninguno de los programadores o empleados de Atari les gustó el juego. Por su parte, Warshaw cree que ha hecho un trabajo bastante respetable, dadas las limitaciones de tiempo y técnicasI 1. Para él, hacer este juego es «un reto técnico que [cree] ha superado razonablemente bien» y, según él, nadie ha hecho un juego en menos de seis meses para esta consola, ni siquiera uno que se acerque a este renderizado. Es consciente de que quizá no sea el mejor juego para esta consola, «pero no está mal para un juego desarrollado en cinco semanas» y «desde luego no es el peor videojuego ni el peor acabado», sobre todo porque es un juego completamente original.
El juego salió finalmente a la venta el 2 de diciembre de 1982. Un documento interno de Atari indica que se produjeron 2,5 millones de cartuchos en 1982, seguidos de otro millón en 1983-1984. La cifra de 4 millones de cartuchos fue confirmada posteriormente por varios medios de comunicación (de los 5 previstos inicialmente). El juego arcade previsto inicialmente se canceló por falta de tiempo para diseñarlo.

Por su trabajo en E.T., Warshaw recibió un salario de 200 000 dólares de Atari y un viaje a Hawai con todos los gastos pagados.

Por su trabajo en el juego, Warshaw recibió un salario de 200 000 dólares de Atari y un viaje a Hawai con todos los gastos pagados. Además, E.T. the Extra-Terrestrial es el primer videojuego que da crédito a un diseñador gráfico, a través de un huevo de Pascua que contiene las iniciales del diseñador: J. D. de Jerome Domurat. Warshaw, como de costumbre, también esconde sus propias iniciales en el juego. Como en la mayoría de sus juegos, también coloca elementos de juegos anteriores, ocultos y mostrables en condiciones especiales.

## Recepción

### Contexto comercial previo a la publicación
Las expectativas en torno a E.T. the Extra-Terrestrial son altas a medida que 1982 se acerca a su fin, y es un codiciado regalo de Navidad. Antes de su lanzamiento en octubre, Newsweek cree que este juego se convertirá en el «mayor golpe de efecto» de Atari, consolidando su posición de líder mundial en el mercado de los videojuegos al situar a la Atari 2600 muy por delante de la competencia. A principios de diciembre de 1982, The New York Times declaraba que los videojuegos basados en películas de éxito, en particular E.T., se convertirían en «una fuente cada vez más rentable» para el desarrollo de videojuegos. Según la revista Vidiot, el juego se beneficia de «una amplia mercadotecnia, con un anuncio de Steven Spielberg en televisión todas las noches». Una campaña publicitaria en televisión para promocionar el juego durante varias semanas. El propio Spielberg aparece en un vídeo promocional y Warshaw también lo promociona. Incluso con este juego desarrollado a toda prisa, Atari anticipó grandes ventas debido a la popularidad de la película y a la explosión de la industria de los videojuegos en 1982. Emanual Gerard, entonces director general de Warner Communications, sugirió más tarde que la empresa se había dejado llevar por una sensación de seguridad causada por el éxito de sus títulos anteriores, como la adaptación para Atari 2600 de Pac-Man, que se había vendido muy bien (7 millones de unidades de 12 millones producidas) a pesar de una mala acogida por parte de la crítica. En la Atari de la época, era habitual escuchar el adagio de que «podemos publicar cualquier cosa y se venderá». Es más, Atari esperaba que el juego se vendiera bien, sencillamente porque en octubre seguía pidiendo a sus minoristas que hicieran los pedidos con al menos un año de antelación. En aquella época, Atari dominaba el mercado de software y hardware, pero a veces la empresa era incapaz de satisfacer todos sus pedidos. De hecho, los minoristas pedían más de lo que esperaban recibir y vender, dada la espera. Cuando llegaban al mercado nuevos juegos de la competencia, Atari recibía inesperadamente un gran número de cancelaciones de pedidos. InfoWorld también atribuyó las cancelaciones a los cambios introducidos por Atari. El 1 de noviembre de 1982, Atari informó a sus minoristas de que sus contratos quedaban cancelados y que se celebrarían acuerdos exclusivos con distribuidores seleccionados, algo que la empresa no había previsto; los minoristas engañados devolvieron entonces a Atari los cartuchos no vendidos.

### Reseñas sobre el lanzamiento
La película E.T. fue muy bien recibida en el momento de su estreno, pero no fue el caso de su adaptación a videojuego. E.T. the Extra-Terrestrial tuvo en general una acogida desigual, aunque todavía no ha sido nombrado el peor videojuego de la historia. Ha sido criticado universalmente por la simplicidad de su jugabilidad, lo que significa que está dirigido a los jugadores más jóvenes, mientras que no todos los demás lo encontrarán de su agrado. A algunos observadores les gusta el juego, pero otros no aprecian los mecanismos de juego puestos en marcha en un juego que se produjo con demasiada rapidez. Las opiniones sobre los efectos visuales están divididas: algunos los encuentran anticuados, sosos o irregulares, mientras que otros los consideran los mejores de la plataforma Atari 2600, técnicamente limitada.

No hay nada que recomiende este juego para adultos.
Electronic Games

Para Video Games, el juego está «realmente» dirigido a los jugadores más jóvenes. Computer and Video Games valora la dificultad tan alta como la de Raiders of the Lost Ark, pero cree que el juego no está a la altura de su calidad general. En 1984, la revista señaló que adolecía de ciertas carencias, alegando una superficialidad causada por un estreno precipitado. Añadió que algunas personas podrían disfrutarlo, pero que «hay aventuras mucho mejores disponibles en la consola Atari 2600». Por último, la revista concluye que los entusiastas de las aventuras gráficas y los fans más veteranos de la película se «descojonarán», aunque el «juego puede resultar atractivo para los jugadores más jóvenes». New York lo declara «perdedor» en comparación con otros juegos como Donkey Kong y Frogger. Electronic Games considera que la mecánica del juego está mal concebida y se pregunta por qué gastó tanto dinero en obtener la licencia de la película y producir un juego tan «mediocre». JoyStik cree que el juego está dirigido a un público de entre 6 y 11 años y aconseja a los demás jugadores que lo eviten. Electronic Fun with Computers and Games también destaca el problema de dirigirse a jugadores demasiado jóvenes. La revista criticaba el sistema de zonas y acciones, que consideraba poco claro, y el sistema de puntuación, que consideraba demasiado complicado y «pesado» por las penalizaciones y los puntos adicionales que no se explicaban realmente. Califica de «exasperante» el problema de la jugabilidad cuando E.T. vuelve a caer a veces irremediablemente en los pozos aunque el jugador intente sacarlo. La revista señala que el manual del juego indica que hay que ir a la izquierda o a la derecha cuando cambia la pantalla al salir de los boxes para evitar este inconveniente, pero señala que esto no tiene efecto la mayoría de las veces. En lugar de centrar sus críticas en esta jugabilidad tan particular y en sus «evidentes debilidades», Arcade Express prefiere pensar que el juego ha sido diseñado específicamente para el público más joven.  Para Vidiot, el juego no es tan fácil, con enemigos que intentan atrapar al personaje. La revista cree que el juego no tiene grandes puntos débiles, pero admite que habría sido mejor con un poco más de tiempo de desarrollo. También señala el «frustrante» problema de las salidas complicadas de los pozos. Al igual que Vidiot, Tilt aprecia el juego y cree que está dirigido a los jugadores más jóvenes. Creative Computing, al igual que el resto de medios de comunicación, considera que el juego está dirigido a jugadores muy jóvenes y lo califica de «decepcionante».
JoyStik describe los gráficos de E.T. como «cutres», parecidos a «una versión a escala de Superman», lanzado en 1979 en la misma plataforma, y cree que los gráficos de esta plataforma no han mejorado mucho en mucho tiempo. La revista añade que son «tan sosos e irregulares como siempre». TV Gamer señala que los efectos visuales de Elliott no son fieles a la película, ya que en el juego lleva un jersey de rayas y vaqueros. Para Electronic Fun with Computers and Games, Atari nunca lo ha hecho mejor visualmente. Arcade Express describe los gráficos como relativamente sencillos. Electronic Games los considera groseros, al igual que Creative Computing, que los describe de la misma manera.
En 1983, Screen Play informó que E.T. no fue un gran éxito. Electronic Games informó en marzo de 1983 de que el juego estaba causando una inesperada controversia entre los jugadores, algunos de los cuales lo consideraban descuidado y ofrecía muy poca acción sofisticada, mientras que otros lo defendían por su fidelidad al espíritu de la película. En diciembre de 1983, Video and Computer Gaming Illustrated calificó el juego como el «Grinch espacial» que robó las Navidades de 1982, y afirmó que no se vendía, aunque había desplazado a otros juegos de las estanterías para que pudieran presentarse en las tiendas, un «momento desastroso» para otras empresas, Imagic por ejemplo. En 1984, los lectores de ST.Game votaron a E.T. como el segundo peor programa de Atari de 1983, después de Congo Bongo. En enero de 1985, Computer Games publicó la secuela del juego, llamada E.T.: Phone Home! y para referirse a ella, la revista dijo: «no, no es el horrible juego de E.T.».

### Ventas

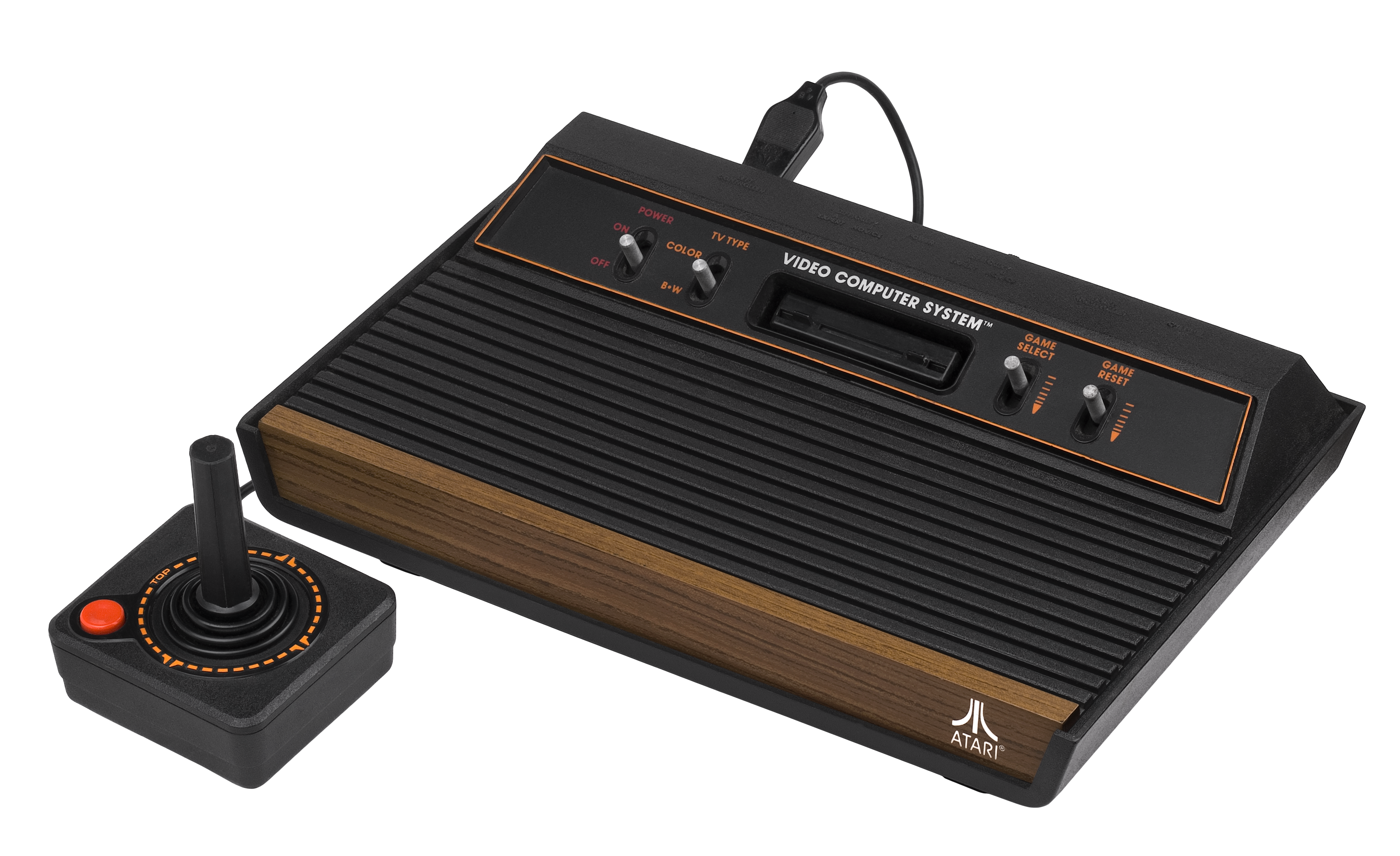
Ya quemados por la mediocre adaptación de la franquicia arcade Pac-Man a Atari 2600, los jugadores dieron la espalda a E.T. the Extra-Terrestrial.

E.T. fue inicialmente un éxito comercial. Entre diciembre de 1982 y enero de 1983, ocupó el cuarto puesto en la lista de los 15 videojuegos más vendidos de la revista Billboard. Las ventas arrancaron con fuerza, pero enseguida se desplomaron y el partido se agotó rápidamente. El volumen de ventas inferior al previsto, combinado con el exceso de existencias, que generó un evento negativo de oferta/demanda, llevó a los minoristas a bajar constantemente el precio de venta del juego. Ya quemados por la mediocre adaptación de la franquicia arcade Pac-Man a Atari 2600, los jugadores perdieron la confianza en los productos Atari y no compraron E.T. Otros jugadores se volvieron muy cautelosos a la hora de comprarlo, y pronto se corrió la voz de que E.T. era incluso peor que Pac-Man, lanzado ese mismo año. Los jugadores rechazaron el juego y Atari no pudo vender los millones de cartuchos que había producido. El precio de un cartucho de E.T. acabó bajando a un dólar. Según un minorista, fueron «sobre todo abuelas» las que acudieron a comprar el juego, «Un modelo de boca a boca que afecta a las ventas», ya que los jugadores jóvenes prefieren comprar el juego más vendido del momento, Pitfall!. Mientras el juego estaba en producción, se extendió el rumor popular de que había más cartuchos del juego que consolas Atari 2600. Según Lyle Rains, este rumor procedía probablemente del hecho de que los empleados de Atari de la época estaban muy convencidos de que, aunque el número de consolas vendidas hasta ese momento había superado los 20 millones, el número aún en uso era inferior al de cartuchos de E.T. producidos.
Al final, E.T. the Extra-Terrestrial e vendió bastante bien, pero sólo 1,5 millones de copias de los 4 millones producidos. Entre 2,5 y 3,5 millones de cartuchos se quedan sin vender. Según Ray Kassar, alrededor de 3,5 millones de los 4 millones de juegos producidos son devueltos a Atari como existencias no vendidas o devoluciones de clientes. E.T. sigue siendo el octavo cartucho más vendido de Atari. A pesar de las buenas ventas durante las primeras vacaciones, los minoristas informan de que las cifras de ventas no alcanzan las expectativas. El gran número de devoluciones aumenta las existencias. Warner Communications también está decepcionada con las cifras de ventas. Estos millones de copias no vendidas, sumados al coste de la irreal adquisición de la licencia de E.T. the Extra-Terrestrial, supusieron un estrepitoso fracaso comercial para Atari.

## Posteridad

### Efectos en Atari y en la industria de los videojuegos
E.T. the Extra-Terrestrial suele citarse como uno de los títulos más importantes de la historia de la industria de los videojuegos. Ya en enero de 1983, cuando Atari admitió que el juego no se vendía bien, uno de sus directivos reconoció que «la lección de E.T. no era inútil para el sector». El juego también se cita como una de las principales causas de la crisis de la industria del videojuego de 1983. Billboard afirma que el gran número de juegos sin vender y el aumento de la competencia han llevado a los minoristas a exigir a los fabricantes de videojuegos programas oficiales de devolución.

Warner Communications, propietaria de Atari, se separó y vendió la empresa en 1984 tras las dificultades financieras que atravesó la compañía durante el crack de los videojuegos de 1983.

A finales de 1982, Atari empezó a perder su posición dominante a medida que entraban más competidores en el mercado. La mala acogida por parte de la crítica y la falta de una estrategia de mercadotecnia eficaz son algunas de las muchas explicaciones esgrimidas, y ambas llevaron a Atari a registrar fuertes pérdidas financieras. El crecimiento previsto de los ingresos de la empresa se estimó inicialmente en un 50 % para 1983. Sin embargo, el 7 de diciembre de 1982, Atari anunció que sus ingresos sólo habían aumentado entre un 10 y un 15 %. Al día siguiente, Warner Communications vio caer el precio de sus acciones en un tercio, de 54 a 35 dólares por acción, lo que supuso una pérdida de mercado de 1.300 millones de euros. La empresa cerró el trimestre con una asombrosa caída del 56 % en sus beneficios. Además, 23 minutos antes de revelar oficialmente los resultados de Atari, que no alcanzaron las estimaciones iniciales, Ray Kassar, PGD de Atari, vendió 5 000 acciones de Warner Communications. Kassar fue acusado posteriormente de uso de información privilegiada en relación con esta venta, pero finalmente fue absuelto por la Comisión del Mercado de Valores (SEC). De hecho, esas 5 000 acciones representaban sólo una pequeña parte de su cartera de acciones de la empresa. Absuelto de toda sospecha, se vio obligado a dimitir como Presidente de la empresa en julio de 1983. Atari intentó entonces recuperar cuota de mercado vendiendo licencias de juegos arcade populares y adaptándolos a las consolas Atari. Sin embargo, estos juegos no consiguieron invertir el declive de la empresa y sus deudas empezaron a aumentar. Las pérdidas causadas por E.T., con un coste de producción del juego estimado en más de 125 millones de dólares para sólo 25 millones de dólares de ingresos, Atari registró unas pérdidas de 536 millones de dólares en 1983. En 1983, la empresa redujo su plantilla en un 30 %. Otros competidores del sector, Activision, Bally Midway Manufacturing Company y Mattel, obtuvieron resultados similares en un momento en que el sector estaba en declive. Las repercusiones financieras de estas pérdidas afectaron a Atari al año siguiente, cuando las divisiones de juegos domésticos y ordenadores se dividieron y vendieron en julio de 1984 a Jack Tramiel, que fundó Atari Corp. y Warner Communications se quedó sólo con el sector de recreativas, rebautizado como Atari Games.
GameSpy describe E.T. the Extra-Terrestrial como uno de los mayores errores de Atari, así como uno de los mayores fracasos financieros de la industria. Electronic Gaming Monthly achaca el fin de la vida de la consola Atari 2600 a la mala calidad de los juegos. Según Steven Kent, autor de un libro sobre la historia de los videojuegos en 2000, poco después de la negativa recepción crítica de Pac-Man en la Atari 2600, la igualmente mala acogida de E.T. tuvo un impacto negativo en la reputación y rentabilidad de Atari. Alexis Blanchet, autor del libro Des Pixels à Hollywood, califica las decisiones estratégicas de Atari de «desacertadas y que no hacen sino sumir a la empresa en una crisis aún mayor». Otros escritores de videojuegos como Nick Montfort e Ian Bogost han hecho comentarios similares sobre el efecto combinado de estos dos juegos en la reputación de la empresa y la reacción de la industria. IGN también cita el juego como factor en la caída de Atari y el crack de los videojuegos de 1983. El sitio afirma que la gran cantidad de mercancía sin vender fue una carga financiera para Atari y provocó su endeudamiento.

### Revisiones retrospectivas

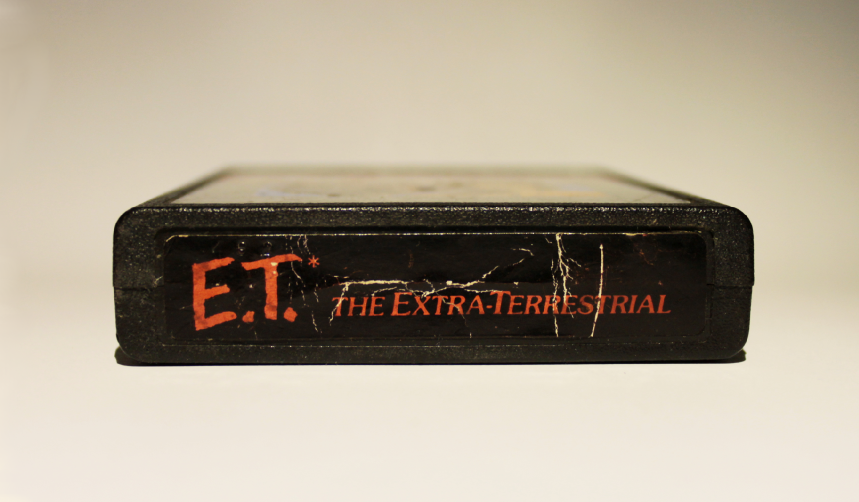
Cartucho del juego E.T. the Extra-Terrestrial.

Con su aspecto icónico representativo de la época de la crisis de los videojuegos de 1983, E.T. the Extra-Terrestrial es criticado con regularidad y a menudo considerado uno de los peores juegos de la historia de los videojuegos. Es muy criticado por su argumento, su jugabilidad y la calidad de sus gráficos. En 1997, Next Generation escribió sobre un juego que era de todo menos entretenido. En 2000, GameSpy describió la jugabilidad como «enrevesada y absurda» y también criticó el guion por alejarse del tono serio de la película. Steven Kent informa de que la industria del videojuego lo ha considerado «infame» por sus gráficos «primitivos», una jugabilidad «aburrida» y una historia «decepcionante». El concepto de foso también ha sido criticado. En 2002, Electronic Gaming Monthly criticó el sistema de salida del foso, que consideraba lento y demasiado difícil de completar sin volver a caer en él. En 2006, PC World informó de que los jugadores criticaban «las zanjas en las que cae el personaje y de las que tiene que levitar lentamente para salir», lo que «hace que el juego sea terriblemente monótono». Un periodista de la revista Next Generation recuerda haber comprado el juego; explica que cayó inmediatamente en un pozo sin poder salir; tras el segundo intento, detuvo el juego y volvió a la tienda para cambiarlo. Los gráficos del juego también se consideraron muy inferiores a los de otros juegos de la época. En 1997, Next Generation los describió como «feos».

E.T. the Extra-Terrestrial merece su lugar en el vertedero donde fue enterrada.
Digital Spy

En 1998, Edge incluyó E.T. el Extraterrestre en una lista de «desastres digitales». En 2002, GameSpy situó a E.T. the Extra-Terrestrial en el séptimo puesto de su lista de los 10 juegos más vergonzosos. En 2002, Electronic Gaming Monthly lo nombró el peor videojuego de la historia, al igual que Michael Dolan de FHM, que también le dio esta clasificación. En 2006, PC World también la clasificó primera en una lista similar. En 2006, GameTrailers lo situó en el segundo puesto de su lista de los 10 peores videojuegos. En 2007, GamePro incluyó a E.T. en el puesto 42 de su lista de los 52 juegos más importantes de la historia por su papel en el crack de 1983 y la caída de Atari, entonces líder del mercado, y por su impacto negativo en la industria de los videojuegos. 1UP.com lo incluyó en su lista de los cincuenta juegos más importantes de la historia de los videojuegos, en el puesto 13, porque consideraba que «representaba el final del reinado de Atari» y «el comienzo del crack de los videojuegos de principios de los 80». En 2012, la web también lo incluyó en su lista de 100 juegos imprescindibles, en el puesto 79 por «casi causar la muerte de los videojuegos». En 2014, Le Figaro y Rue89 titularon sendos artículos con la frase «el peor videojuego de la historia». En 2016, Slate tituló un artículo: «Conoce al hombre [Howard Scott Warshaw] que creó el "peor videojuego de todos los tiempos"». En 2017, GamesRadar+ lo situó en el segundo puesto de su lista de los cincuenta peores videojuegos.
E.T. the Extra-Terrestrial es uno de los primeros videojuegos basados en una película. GamePro, GameTrailers y GameSpy citan el juego como la primera adaptación de una película a un videojuego de calidad mediocre. En 2007, GameTrailers la clasificó como la segunda peor adaptación de una película a un videojuego, después de Charlie's Angels. En el libro The Art of Game Worlds, Patrick O'Luanaigh de SCi Games, se refiere a ella como la catástrofe más famosa de los videojuegos inspirados en el cine, así como de la industria del videojuego. GamePro lo describe como uno de los «juegos que cambiaron el mundo»; para el redactor, E.T. marca la pauta de que «las adaptaciones de videojuegos a películas apestan»; a continuación señala que otros editores adoptan posteriormente otras prácticas de mercadotecnia lanzando sus juegos al mismo tiempo que la película correspondiente. La revista califica el juego como el segundo peor videojuego basado en una película de todos los tiempos y concluye que una mala jugabilidad puede llevar a una mala recepción crítica de una buena licencia. Next Generation cree que «desgraciadamente» E.T. establece un estándar que «los pocos juegos inspirados en las películas deben superar».
Reconoce que Warshaw se queda un poco aturdido cuando le llegan las críticas, y que es un momento difícil para él. Sin embargo, acepta y comprende plenamente estas críticas al juego en la medida en que en su mayoría están bien fundadas, sobre todo porque a muchos jugadores y a la prensa no les gusta el juego y comparten esta opinión. En su opinión, la película E.T. permite sentir emociones muy fuertes; por eso cree que los jugadores no disfrutaron del juego, no porque éste sea fundamentalmente malo, sino porque no sintieron tantas emociones como en la gran pantalla. No se arrepiente realmente del papel que desempeñó en esta adaptación de E.T. y cree que creó un buen juego teniendo en cuenta el tiempo de que dispuso. En su opinión, el juego habría sido diferente si hubiera tenido más tiempo, y ciertas críticas podrían haberse evitado. La baja calidad del juego suele explicarse en retrospectiva por el hecho de que el periodo de desarrollo fue demasiado corto para producir un juego de calidad. Para PC World, el simple hecho de jugar confirma este aspecto. GameSpy critica el trabajo de diseño de Warshaw. Pero IGN prefiere pensar que el «calendario increíblemente apretado» exonera a Warshaw de cualquier irregularidad en el desarrollo del juego. En opinión del sitio, aunque E.T. y Pac-Man pueden considerarse juegos malos que se promocionaron en exceso, no se les puede responsabilizar de la caída de Atari, causada por una serie de decisiones inadecuadas. Por otro lado, algunos medios y jugadores defienden E.T. the Extra-Terrestrial, como Polygon, mientras que otros, como Maxim y Business Insider, no lo incluyeron en su lista de los peores juegos de la historia. Según Pix'n Love, a pesar de su «enigmático título» como símbolo del crack de 1983, E.T. está lejos de ser el peor juego de todos. Para Kotaku, «probablemente no lo sea».

¿Es E.T. realmente el peor juego de todos los tiempos? Probablemente no...
Kotaku

### Leyenda urbana, hecho histórico
E.T. the Extra-Terrestrial también está relacionado con un acontecimiento concreto. En septiembre de 1983, el Alamogordo Daily News, un periódico local de la ciudad de Alamogordo, en Nuevo México, informó en una serie de artículos de que entre diez y veinte semirremolques llenos de cartuchos y consolas de un almacén de Atari en El Paso fueron discretamente descargados por la noche y su contenido enterrado en un vertedero de la ciudad. Posteriormente, la dirección de Atari hizo una serie de declaraciones sobre el contenido de la operación de descarga pero los observadores deducen que la mayoría de los millones de copias no vendidas de E.T. fueron enterradas en este vertedero y luego vertidas bajo una capa de hormigón, junto a juegos como la versión de Atari 2600 de Pac-Man.
En cuanto la prensa se hizo eco de la operación de enterramiento, surgieron dudas sobre la veracidad y el alcance de los hechos; la historia de los cartuchos enterrados se fue convirtiendo poco a poco en una leyenda urbana. En octubre de 2004, el propio Warshaw expresó sus dudas sobre la destrucción de millones de copias de E.T., creyendo que Atari debía haber reciclado los cartuchos para limitar las pérdidas económicas. Este acontecimiento, que se había convertido en una especie de icono cultural, símbolo del crack de los videojuegos de 1983, fue el punto culminante de un año financiero desastroso para Atari, que finalmente fue vendida en 1984 por su empresa matriz Warner Communications. Las razones de esta acción fueron esencialmente económicas: se trataba de reducir las existencias para beneficiarse de desgravaciones fiscales.
El juego E.T. se convirtió en uno de los símbolos de este acontecimiento, que a su vez pasó a ser emblemático del crack de los videojuegos de 1983. En 2007, apareció una referencia a este suceso en el segundo episodio de la serie de dibujos animados Code Monkeys, con el telón de fondo de la producción y el fracaso del juego. El videoclip When I Wake up del grupo Wintergreen, dirigido por Keith Schofield, utiliza la génesis del juego y el episodio de los cartuchos enterrados como base de su escenario. El juego Wasteland 2, lanzado en 2014 y ambientado mucho después de un holocausto nuclear, permite a los jugadores desenterrar un centenar de cartuchos de E.T. durante unas excavaciones en Arizona.
En 2013, el Departamento de Medio Ambiente de Nuevo México dio luz verde a Fuel Entertainment para realizar un documental producido por la productora estadounidense-británica Lightbox por encargo de Xbox Entertainment Studios y llevar a cabo excavaciones en el lugar con el fin de encontrar algún cartucho de juego. Los cartuchos del juego E.T se encontraron finalmente el 26 de abril de 2014 durante las excavaciones, junto con varios otros juegos del catálogo de Atari y equipos de Atari. Este descubrimiento confirma un hecho que hasta entonces se había considerado una leyenda. Warshaw, que estaba presente en la excavación, se sintió profundamente conmovido cuando se desenterraron los cartuchos del juego que él había creado. James Heller, antiguo director de Atari encargado del enterramiento, también estuvo presente en la excavación y declaró a Associated Press que se habían enterrado 728.000 cartuchos de diversos títulos.

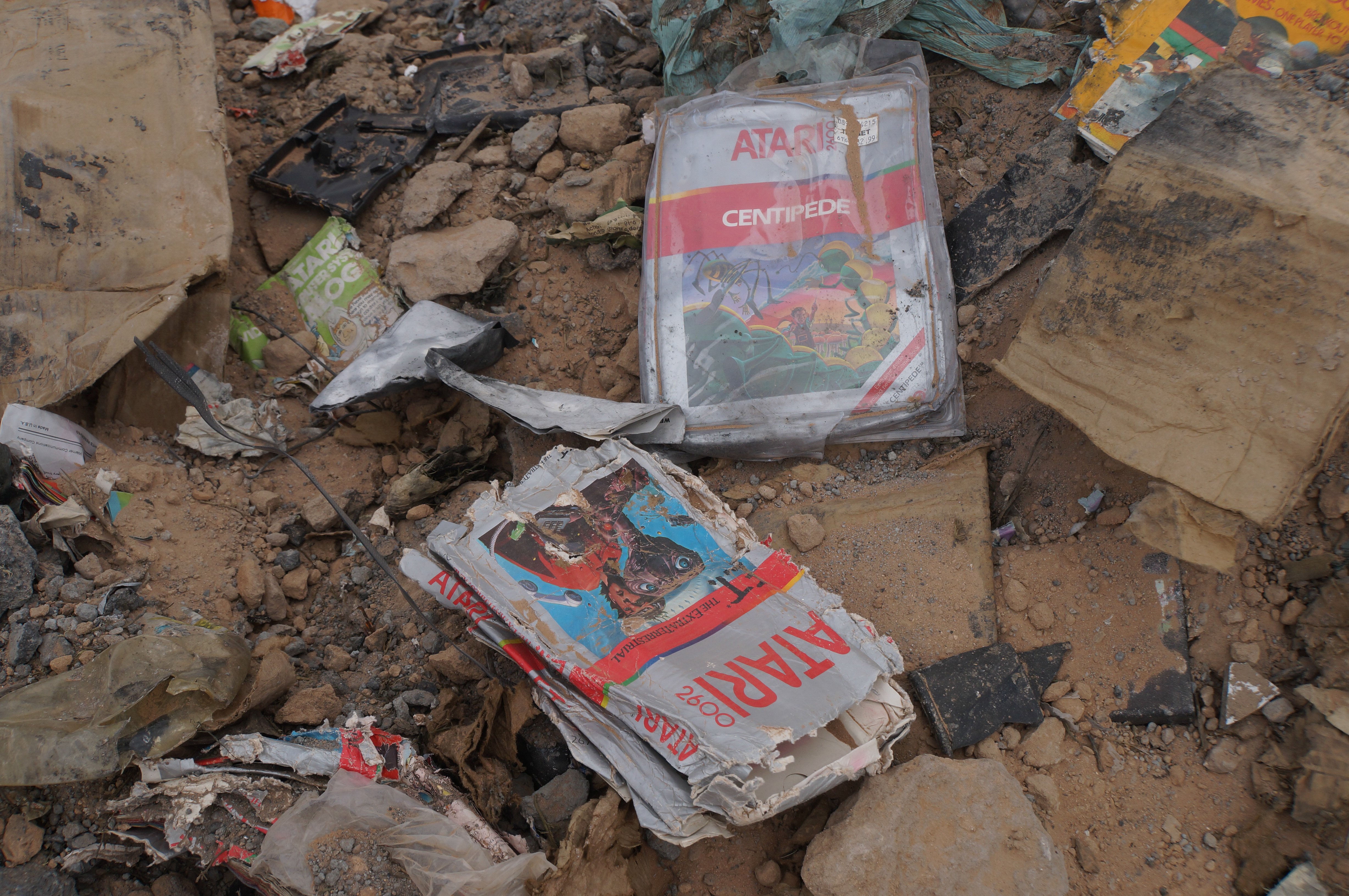
Se han encontrado cartuchos de E.T. el Extraterrestre entre otros muchos productos de la gama Atari.

En noviembre de 2014, una venta en eBay permitió a la ciudad de Alamogordo vender varios cartuchos de juegos Atari por un total de 37.000 dólares, incluida una copia de E.T. aún en celofán por 1.537 dólares. En diciembre de 2014, uno de los cartuchos desenterrados de E.T. fue recuperado por la Smithsonian Institution por ser a la vez representativo del vertedero pero también un hito en la historia de los videojuegos, ya que representa «el desafío continuo de hacer una buena adaptación cinematográfica de un videojuego, el declive de Atari, el fin de una era para la fabricación de videojuegos y el ciclo de vida de un cartucho de videojuegos». Por último, el 20 de noviembre de 2014 se estrenó el documental Atari: Game Over, centrado en el vertedero y las excavaciones que se llevaron a cabo. Dirigido por Zak Penn, director de Incident at Loch Ness y coguionista de The Avengers y X-Men: The Last Stand, el documental está disponible gratuitamente en el servicio Xbox Video (Microsoft Movies & TV) de la videoconsola del mismo nombre. En 2014, la película Angry Video Game Nerd: The Movie se basó en la historia del juego E.T. the Extra-Terrestrial.

### Series y conversión de Howard Scott Warshaw
A partir de esta licencia, Atari también produjo otro juego, E.T.: Phone Home! para la familia de ordenadores Atari de 8 bits. En las décadas siguientes se lanzaron otros juegos, desarrollados y publicados por otras empresas, como E.T. the Extra-Terrestrial: The 20th Anniversary en 2002 para PC (Windows), PlayStation y Game Boy Advance, o E.T.: The Green Planet en 2012 en iOS.
Warshaw dejó Atari cuando la empresa fue comprada por Jack Tramiel. Dejó de crear videojuegos y pasó varios años escribiendo libros y realizando documentales, como Once Upon Atari. Sigue siendo un fijo en la escena del videojuego, dando testimonio regularmente de este periodo clave. Tras pasar por un periodo de depresión, Warshaw se hizo psicoterapeuta en 2008 y trabaja en Silicon Valley (Estados Unidos). Se enorgullece de que Yars' Revenge se considere uno de los mejores videojuegos de la historia y, en cambio, E.T. se considere uno de los peores.

### Retrojuegos y condiciones de uso
En 2004, los cartuchos de juegos siguen siendo muy comunes en el mercado de segunda mano y se ofrecen a precios muy bajos. En 2009, el libro Design and Culture informó de que estos cartuchos aún se encuentran habitualmente en eBay y se venden a precios bajos. La atracción de algunos coleccionistas por el juego suele deberse a su título de «peor videojuego de todos los tiempos».
En 2006, E.T. the Extra-Terrestrial fue descompilado en ensamblador por Dennis Debro, que dio acceso a su código fuente. En febrero de 2013, el programador David Richardson publicó varios parches no oficiales basados en este código fuente. En octubre de 2013, Internet Archive hizo posible jugar a E.T. en el navegador de su sitio web mediante el emulador MESS.